# Zschachwitz
Zschachwitz war der Name einer Gemeinde, die seit 1950 zu Dresden gehört.

## Geschichte

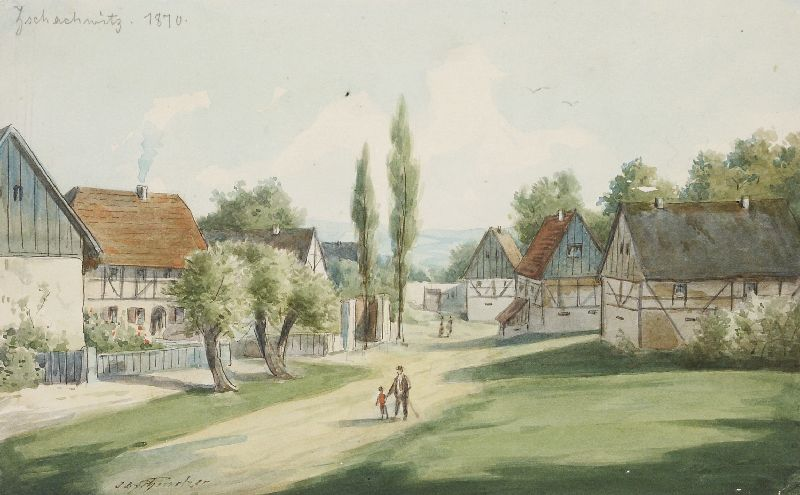
Ansicht von Zschachwitz, 1870

Der Name Zschachwitz bezeichnete zunächst mehrere Jahrhunderte lang ein Dorf im Südosten des Elbtalkessels, das heute als der Dresdner Stadtteil Großzschachwitz bekannt ist. Der Zusatz Groß- wurde im späten 18. Jahrhundert dem Namen dieser Ortschaft vorangestellt und war nötig geworden, da sich damals für ein bis dahin Zscheisewitz genanntes Nachbardorf auf der anderen Seite des Lockwitzbachs der Name Kleinzschachwitz eingebürgert hatte. 
Im 19. Jahrhundert existierten Groß- und Kleinzschachwitz nebeneinander; der Name Zschachwitz kam indes vorübergehend offiziell außer Gebrauch. Dies änderte sich zu Beginn des 20. Jahrhunderts. Nachdem die geplante Vereinigung der beiden Landgemeinden gescheitert und Kleinzschachwitz daraufhin am 1. April 1921 nach Dresden eingemeindet worden war, sah sich Großzschachwitz nach neuen Partnergemeinden um. 
Schließlich wurde am 1. Januar 1921 das südlich benachbarte Sporbitz nach Großzschachwitz eingemeindet. Die entstandene Gemeinde mit Sitz in Großzschachwitz nannte sich fortan Zschachwitz, da man die Verwechslungsgefahr mit dem nunmehrigen Dresden-Kleinzschachwitz gebannt sah und sich auf die eigene Geschichte besann. Ein Jahr später kam auch das östlich angrenzende Meußlitz hinzu. 
In dieser Zeit war Zschachwitz ähnlich wie das benachbarte Niedersedlitz eine aufstrebende Ortschaft vor den Toren der sächsischen Landeshauptstadt. Zschachwitz erhielt einen Eisenbahnanschluss an der Bahnstrecke Dresden–Bodenbach. Der dortige S-Bahn-Haltepunkt heißt deshalb bis heute Dresden-Zschachwitz und nicht etwa Dresden-Großzschachwitz oder gar nach seiner eigentlichen Lage Dresden-Sporbitz. 
Auch der Vorläufer des Sportvereins FV Blau-Weiß Zschachwitz, der ebenfalls im damaligen Zschachwitzer Ortsteil Sporbitz seine Heimspiele austrägt, wurde noch in einer Zeit gegründet, in der die Gemeinde Zschachwitz Bestand hatte, was sich bis heute im Vereinsnamen niederschlägt. Die Fußballmannschaft spielt heute in der 7. Liga, der Landesklasse Sachsen Ost. 
Von Mitte Oktober 1944 bis Ende April 1945 existierte im Ort ein Außenlager des KZ Flossenbürg, dessen 1.000 Häftlinge Zwangsarbeit für die Mühlenbau und Industrie AG (MIAG) verrichten mussten.
Am 1. Juli 1950 wurde die Gemeinde Zschachwitz mit ihren drei Ortsteilen nach Dresden eingemeindet. Der Begriff Zschachwitz steht heute für Großzschachwitz, also das eigentliche Zschachwitz, beziehungsweise das ehemalige Gemeindegebiet von Zschachwitz und wird teilweise im Unterschied zu Kleinzschachwitz oder seltener auch für die Gesamtheit von Groß- und Kleinzschachwitz gebraucht. Bis heute unterscheidet man zwischen den statistischen Stadtteilen Klein- und Großzschachwitz; in letzterem bilden die Stadtteile Großzschachwitz und Sporbitz heute wieder eine Einheit, wohingegen Meußlitz zum statistischen Stadtteil Kleinzschachwitz gehört.

## Einwohnerentwicklung
| Jahr | Einwohner                                    |
| ---- | -------------------------------------------- |
| 1910 | siehe Großzschachwitz, Sporbitz und Meußlitz |
| 1925 | 5942                                         |
| 1939 | 7456                                         |
| 1946 | 7968                                         |